# CSHT
CSHT（context sensitive half-time）とは、状況依存の半減期の意味で、薬力学において、ある薬剤の持続投与を中止した後、血中濃度が50%に低下するまでの時間を示す指標である。投与が停止された後に定常状態 （つまり、一定の血漿濃度）を維持するよう薬物の血漿濃度が半分に低下するのにかかる時間として定義される。「コンテキスト」とは、注入期間の意味。